# Tour du Cameroun 2011
Le Tour du Cameroun 2011 est la 9e édition de cette course cycliste par étapes. Il s'est élancé le 27 février de Moutourwa et s'est achevé le 7 mars à Yaoundé.
Ce Tour est remporté par le Burkinabé Oumarou Minoungou.

## Étapes
| Étape     | Date            | Villes étapes       | Type | Distance (km) | Vainqueur d’étape | Leader du classement général |
| --------- | --------------- | ------------------- | ---- | ------------- | ----------------- | ---------------------------- |
| 1re étape | dim. 27 février | Moutourwa - Maroua  |      | 139,6         | Oumarou Minoungou | Oumarou Minoungou            |
| 2e étape  | lun. 28 février | Faguil – Garoua     |      | 105           | Clovis Guewa      | Oumarou Minoungou            |
| 3e étape  | mar. 1er mars   | Mbé – Ngaoundéré    |      | 78            | Gasore Hategeka   | Oumarou Minoungou            |
| 4e étape  | jeu. 3 mars     | Bafoussam - Bamenda |      | 80            | Obedi Ruvogera    | Oumarou Minoungou            |
| 5e étape  | ven. 4 mars     | Nkongsamba – Douala |      | 145           | Rasmané Ouédraogo | Oumarou Minoungou            |
| 6e étape  | sam. 5 mars     | Douala – Kribi      |      | 167,5         | Christian Eminger | Oumarou Minoungou            |
| 7e étape  | lun. 7 mars     | Pouma – Yaoundé     |      | 135           | Nicolas Chadefaux | Oumarou Minoungou            |

## Classement final
| Classement général | Classement général | Classement général | Classement général               | Classement général  |
|                    | Coureur            | Pays               | Équipe                           | Temps               |
| ------------------ | ------------------ | ------------------ | -------------------------------- | ------------------- |
| 1er                | Oumarou Minoungou  | Burkina Faso       | '                                | en 21 h 25 min 46 s |
| 2e                 | Martinien Tega     | Cameroun           |                                  | + 3 min 17 s        |
| 3e                 | Rasmané Ouédraogo  | Burkina Faso       | Équipe nationale du Burkina Faso | + 7 min 48 s        |
| 4e                 | Hamidou Yameogo    | Burkina Faso       | Équipe nationale du Burkina Faso | + 9 min 0 s         |
| 5e                 | Yves Ngue Ngock    | Cameroun           |                                  | + 9 min 28 s        |
| 6e                 | Clovis Guewa       | Cameroun           |                                  | + 9 min 59 s        |
| 7e                 | Gasore Hategeka    | Rwanda             | Équipe nationale du Rwanda       | + 10 min 25 s       |
| 8e                 | Sah Nöel Tannessop | Cameroun           |                                  | + 10 min 54 s       |
| 9e                 | Nicolas Chadefaux  | France             |                                  | + 14 min 38 s       |
| 10e                | Damien Teku        | Cameroun           |                                  | + 15 min 42 s       |
| modifier           |                    |                    |                                  |                     |